# Porcheville
Porcheville és un municipi francès, situat al departament d'Yvelines i a la regió de Illa de França. L'any 2007 tenia 2.546 habitants.
Forma part del cantó de Limay, del districte de Rambouillet i de la Comunitat urbana Grand Paris Seine et Oise.

## Demografia

### Població
El 2007 la població de fet de Porcheville era de 2.546 persones. Hi havia 855 famílies, de les quals 195 eren unipersonals (108 homes vivint sols i 87 dones vivint soles), 270 parelles sense fills, 329 parelles amb fills i 61 famílies monoparentals amb fills.
La població ha evolucionat segons el següent gràfic:
Habitants censats

### Habitatges
El 2007 hi havia 980 habitatges, 883 eren l'habitatge principal de la família, 6 eren segones residències i 91 estaven desocupats. 827 eren cases i 77 eren apartaments. Dels 883 habitatges principals, 678 estaven ocupats pels seus propietaris, 179 estaven llogats i ocupats pels llogaters i 27 estaven cedits a títol gratuït; 30 tenien una cambra, 82 en tenien dues, 99 en tenien tres, 234 en tenien quatre i 439 en tenien cinc o més. 639 habitatges disposaven pel capbaix d'una plaça de pàrquing. A 378 habitatges hi havia un automòbil i a 414 n'hi havia dos o més.

### Piràmide de població
La piràmide de població per edats i sexe el 2009 era:
| Homes | Edats   | Dones |
| ----- | ------- | ----- |
| 0     | 95 o +  | 0     |
| 0     | 90 a 94 | 4     |
| 4     | 85 a 89 | 12    |
| 0     | 80 a 84 | 8     |
| 16    | 75 a 79 | 16    |
| 52    | 70 a 74 | 40    |
| 116   | 65 a 69 | 52    |
| 76    | 60 a 64 | 60    |
| 116   | 55 a 59 | 64    |
| 116   | 50 a 54 | 96    |
| 120   | 45 a 49 | 108   |
| 112   | 40 a 44 | 100   |
| 76    | 35 a 39 | 92    |
| 56    | 30 a 34 | 72    |
| 72    | 25 a 29 | 44    |
| 56    | 20 a 24 | 68    |
| 100   | 15 a 19 | 88    |
| 116   | 10 a 14 | 84    |
| 108   | 5 a 9   | 104   |
| 64    | 0 a 4   | 40    |

## Economia
El 2007 la població en edat de treballar era de 1.694 persones, 1.163 eren actives i 531 eren inactives. De les 1.163 persones actives 1.029 estaven ocupades (571 homes i 458 dones) i 134 estaven aturades (76 homes i 58 dones). De les 531 persones inactives 168 estaven jubilades, 171 estaven estudiant i 192 estaven classificades com a «altres inactius».

### Ingressos
El 2009 a Porcheville hi havia 882 unitats fiscals que integraven 2.487 persones, la mediana anual d'ingressos fiscals per persona era de 21.348 €.

### Activitats econòmiques
Dels 118 establiments que hi havia el 2007, 6 eren d'empreses extractives, 1 d'una empresa alimentària, 1 d'una empresa de fabricació de material elèctric, 1 d'una empresa de fabricació d'elements pel transport, 15 d'empreses de fabricació d'altres productes industrials, 20 d'empreses de construcció, 18 d'empreses de comerç i reparació d'automòbils, 6 d'empreses de transport, 8 d'empreses d'hostatgeria i restauració, 2 d'empreses d'informació i comunicació, 4 d'empreses financeres, 6 d'empreses immobiliàries, 17 d'empreses de serveis, 6 d'entitats de l'administració pública i 7 d'empreses classificades com a «altres activitats de serveis».
Dels 30 establiments de servei als particulars que hi havia el 2009, 1 era una oficina de correu, 2 tallers de reparació d'automòbils i de material agrícola, 3 guixaires pintors, 2 fusteries, 6 lampisteries, 4 electricistes, 2 empreses de construcció, 4 perruqueries, 4 restaurants, 1 agència immobiliària i 1 saló de bellesa.
Dels 2 establiments comercials que hi havia el 2009, 1 era una gran superfície de material de bricolatge i 1 una botiga de menys de 120 m².

## Equipaments sanitaris i escolars
El 2009 hi havia 1 farmàcia i 1 ambulància.
El 2009 hi havia 1 escola maternal i 2 escoles elementals. Porcheville disposava d'un iceu d'ensenyament general amb 564 alumnes.

## Poblacions més properes
El següent diagrama mostra les poblacions més properes.